# Easterfield
Easterfield es una localidad de Trinidad y Tobago, que forma parte de la parroquia de St. George.

## Geografía
La localidad abarca parte de la isla de Tobago y limita al norte con Castara (localidad perteneciente a la parroquia de St. David), al sur con Concordia, Hope Farm-John Dial y Mount St. George, al este con Goodwood (localidad perteneciente a la parroquia de St. Mary) y al oeste con Moriah (localidad perteneciente a la parroquia de St. David).

## Demografía
Datos demográficos de la localidad de Easterfield:
| Gráfica de evolución demográfica de Easterfield entre 2000 y 2011 |
|                                                                   |